# 皮尔卡纳
皮尔卡纳（Pilkhana），是印度北方邦Aligarh县的一个城镇。总人口9692（2001年）。

## 人口
该地2001年总人口9692人，其中男性5123人，女性4569人；0—6岁人口2169人，其中男1092人，女1077人；识字率27.71%，其中男性为36.95%，女性为17.36%。